# Eftra sogn
Eftra sogn i Halland var en del af Årstad herred og har været en del af Falkenbergs kommun siden 1971. Eftra distrikt dækker det samme område siden 2016. Sognets areal er 38,40 kvadratkilometer, heraf 38,01 land  I 2020 havde distriktet 1.101 indbyggere. Landsbyen Eftra og en del af Heberg ligger i sognet.
Navnet blev første gang registreret som Æftræ i 1415 og stammer sandsynligvis fra et tidligere navn på Suseån Antallet af indbyggere har varieret over tid, fra 685 (1810) til 1.399 (1880) og ned til 728 (1990). I dag er det stigende.
Der er seks naturreservat i sognet: Skipås (delt med Steninge sogn) er et Natura 2000-område. Næktergalslunden, Ullarp och Vesslunda er kommunale naturreservater. Mindre dele af naturreservaterne Grimsholmen (hovedsageligt i Skrea sogn) og Steningekusten (hovedsageligt i Steninge sogn) er også i sognet.